# Rozbiory Luksemburga
     I rozbiór: do Francji w 1659
     II rozbiór: do Prus w 1815
     III rozbiór: do Belgii w 1839
     Luksemburg po 1839
Rozbiory Luksemburga – trzy rozbiory, przeprowadzone pomiędzy 1659 a 1839 rokiem, skutkiem których powierzchnia Luksemburga zmniejszyła się z 10 700 km² do 2586 km².

Rozbiory Luksemburga:
I rozbiór: do Francji w 1659
II rozbiór: do Prus w 1815
III rozbiór: do Belgii w 1839
Luksemburg po 1839

- I rozbiór: w 1659 Francja zajęła południową część kraju z miejscowościami Thionville, Damvillers, Marville, Montmédy, Yvois[1]. Obszar utracony: 1060 km²[1] (ok. 1/10 terytorium sprzed rozbioru). Administracyjnie przynależy obecnie do regionu Grand Est. Zwyczajowo jest nazywany Luksemburgiem francuskim(inne języki).
- II rozbiór: w 1815 Prusy zajęły część północno-wschodnią z miastami Bitburg, Neuerburg, Schleiden, Waxweiler, Sankt Vith i Dudeldorf.[1] Obszar utracony: 2280 km²[1] (ok. 1/4 terytorium sprzed rozbioru). Populacja utracona: ok. 50 000[1]. W 1871 obszar został częścią Niemiec. Po I wojnie światowej północno-zachodnia część zaboru z miastem Sankt Vith przeszła we władanie Belgii. W ramach okupacji alianckiej Niemiec w latach 1945–1955 w Bitburgu stacjonowały wojska luksemburskie[2]. Pozostała przy Niemczech część przynależy dziś administracyjnie w większości do Nadrenii-Palatynatu, a skrawki do Saary i Nadrenii Północnej-Westfalii.
- III rozbiór: w 1839 Belgia zajęła zachodnie ziemie z miastami Arlon, Bastogne i Durbuy. Obszar utracony: 4370 km²[1] (ok. 63% terytorium sprzed rozbioru). Populacja utracona: 160 000 (blisko połowa ludności sprzed rozbioru)[1]. Współcześnie obszar tworzy prowincję Luksemburg w Regionie Walońskim Belgii. Ziemie przejęte w międzywojniu od Niemiec leżą w walońskiej prowincji Liège.